# Cerimônia de abertura dos Jogos Paralímpicos de Verão de 2020
A cerimônia de abertura dos Jogos Paralímpicos de Verão de 2020 ocorreu no dia 24 de agosto de 2021 no Estádio Olímpico de Tóquio, no Japão.

## Local

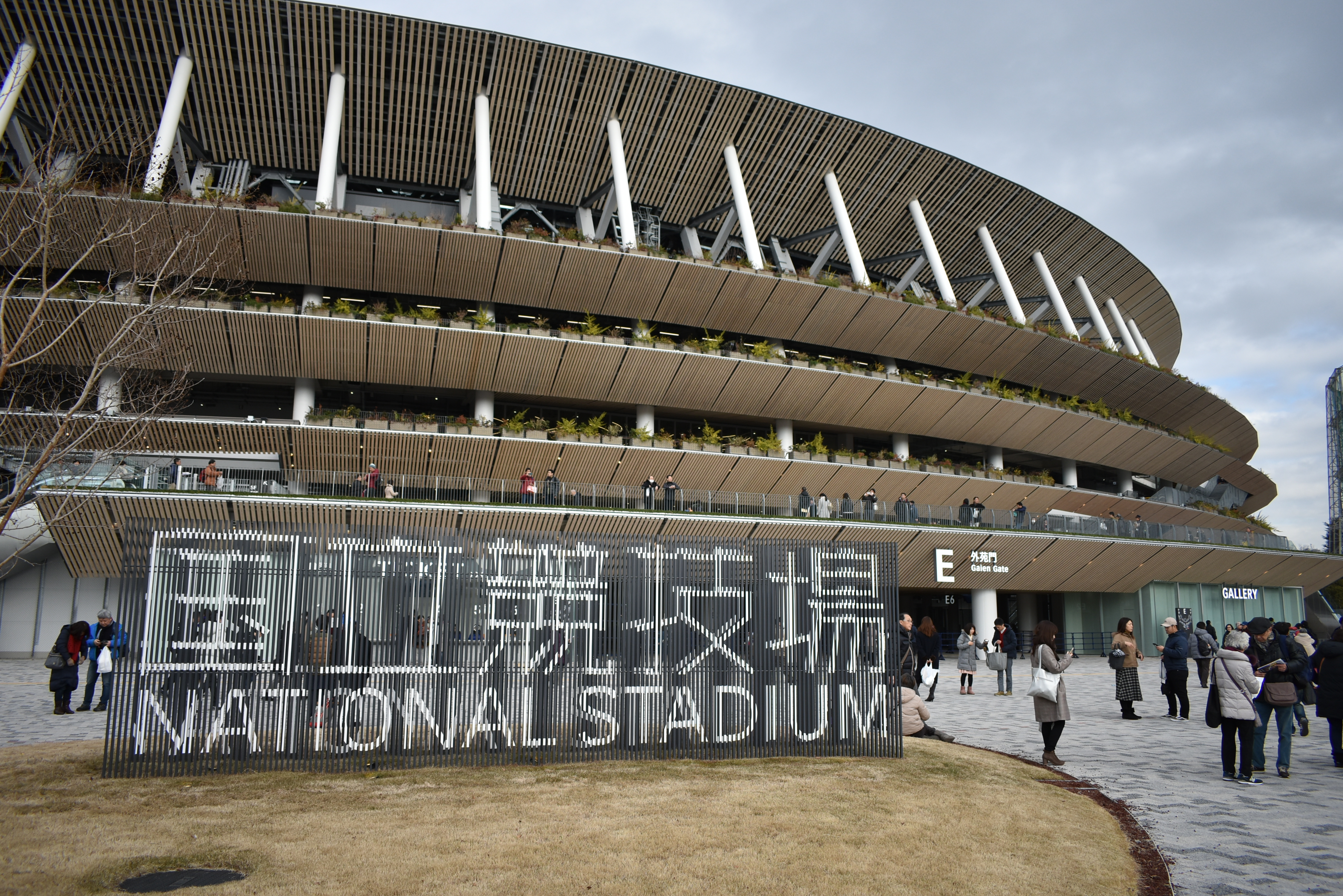
Estádio Nacional do Japão

O Estádio Nacional do Japão, também conhecido como Estádio Olímpico, serviu como o estádio principal para a cerimônia de abertura. O estádio também serviu como estádio principal para a cerimônia de encerramento e as provas de atletismo.

## Parada das Nações

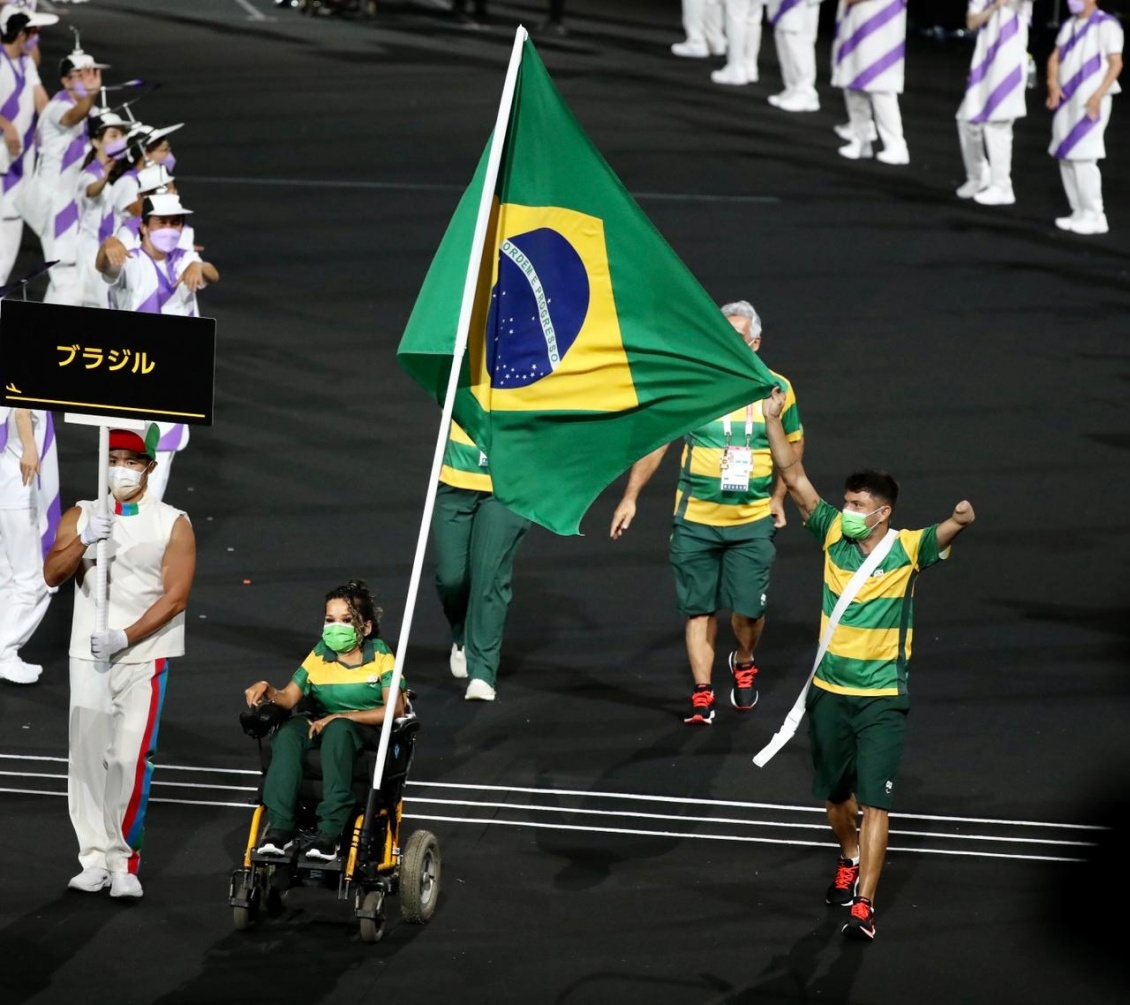
Evelyn de Oliveira e Petrúcio Ferreira, como porta-bandeiras da delegação brasileira.

No edital da Seleção Paralímpica de Refugiados, foi informado que a seleção entraria em primeiro lugar no desfile das nações. Os demais países entrarão na ordem alfabética japonesa, com o anfitrião, o Japão, entrando por último como anfitrião das Paralimpíadas.[carece de fontes?]

## Destaques
- Por conta da crise política, o Afeganistão não enviou atletas para essa edição, no entanto, houve o desfile da sua bandeira mesmo assim por um voluntário na parada das nações. A atitude foi vista como uma homenagem ao país.[4]
- Uma atriz japonesa, cadeirante de apenas 13 anos, se apresentou vestida de um avião com apenas uma asa, ficando conhecida como Monoasa. A personagem foi ajudada por vários outros aviões, que apresentavam deficiências diferentes. A ideia é apresentar uma construção social de conveniência e inclusão social.[5]
- Logo após as declarações oficiais de abertura, a Monoasa volta ao palco, mas agora mais confiante que pode voar, sendo  acompanhada por um caminhão colorido, se encerrando com uma apresentação de música.[5]
- A campanha #WeThe15 foi muito celebrada durante a abertura, correspondendo aos 15% da população mundial com deficiência.[6]
- Participaram do ultimo revezamento da tocha antes da inauguração: Kuniko Obinata, dona de dez medalhas em Paralimpíadas de Inverno; Masahiko Takeuchi, veterano da segunda Paralimpíada, em 1964, a primeira realizada em Tóquio; e Mayumi Narita, nadadora com 25 medalhas paralímpicas, sendo 20 de ouro. A tocha foi acesa por profissionais de saúde, mas que irão competir nas paralimpíadas, sendo eles: Yui Kamiji (tênis sobre cadeira de rodas), Shunsuke Uchida (bocha) e Karin Morisaki (halterofilismo).

## Autoridades presentes

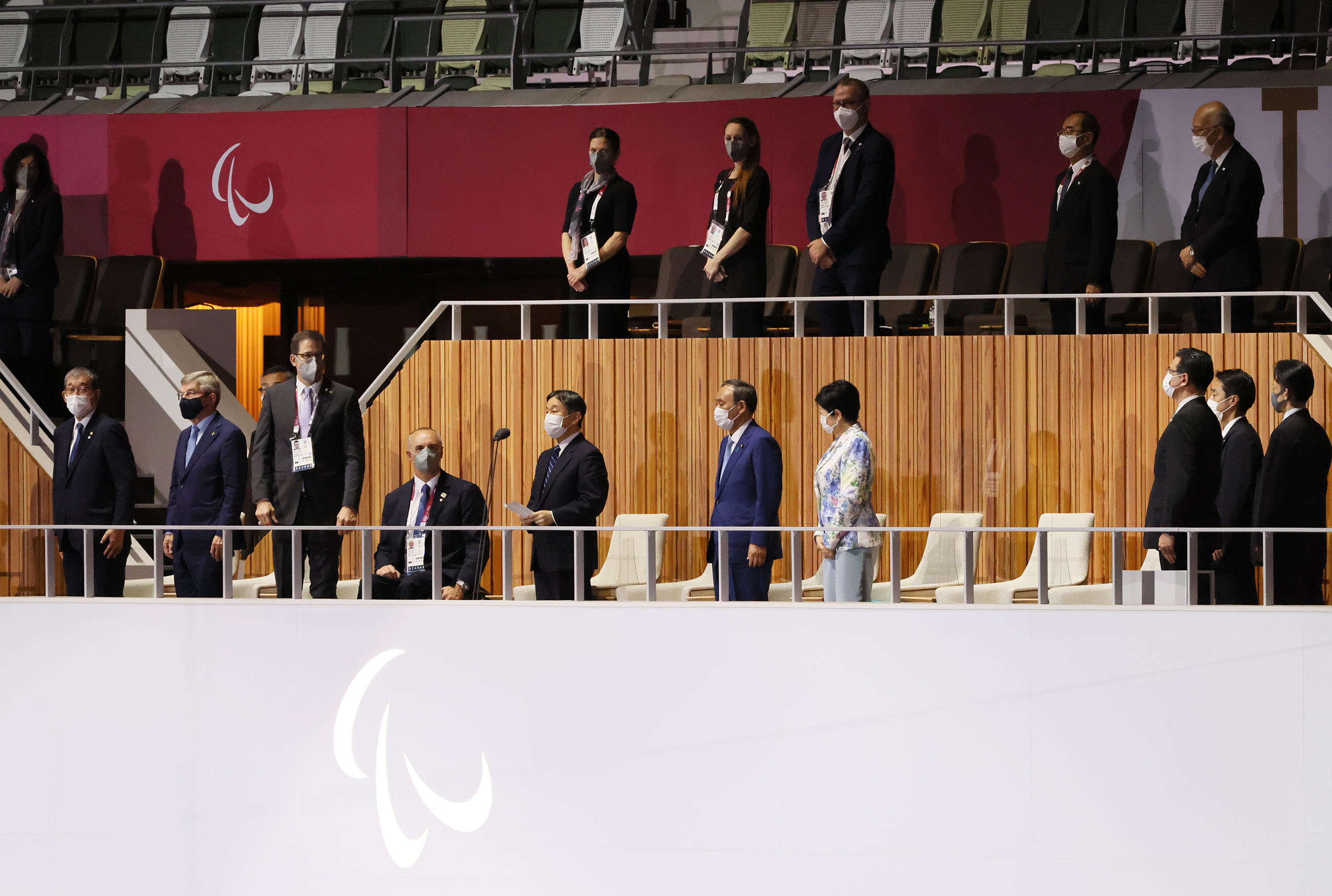
Autoridades presentes durante a Cerimônia de Abertura dos Jogos Paralímpicos de Tóquio

- Colômbia - Presidente e orientador da Participação de Pessoas com Deficiência Jairo Clopatofsky

- Comité Olímpico Internacional - Presidente Thomas Bach

- Comitê Paralímpico Internacional - Presidente Andrew Parsons

- Coreia do Sul - Presidente do Comité Paralímpico Sul-Coreano Lee Myung-joo

- Estados Unidos - Segundo Cavalheiro Douglas Emhoff

- Japão - Imperador Naruhito, Primeiro-Ministro Yoshihide Suga, Ministro dos Jogos Olímpicos e Paralímpicos de Tóquio Tamayo Marukawa, Chefe de Gabinete da Secretaria de Estado Katsunobu Katō, Governadora de Tóquio Yuriko Koike

## Hinos
- - Kimigayo - Hino Nacional Japonês
- - Hino Paralímpico

## Chama paralímpica

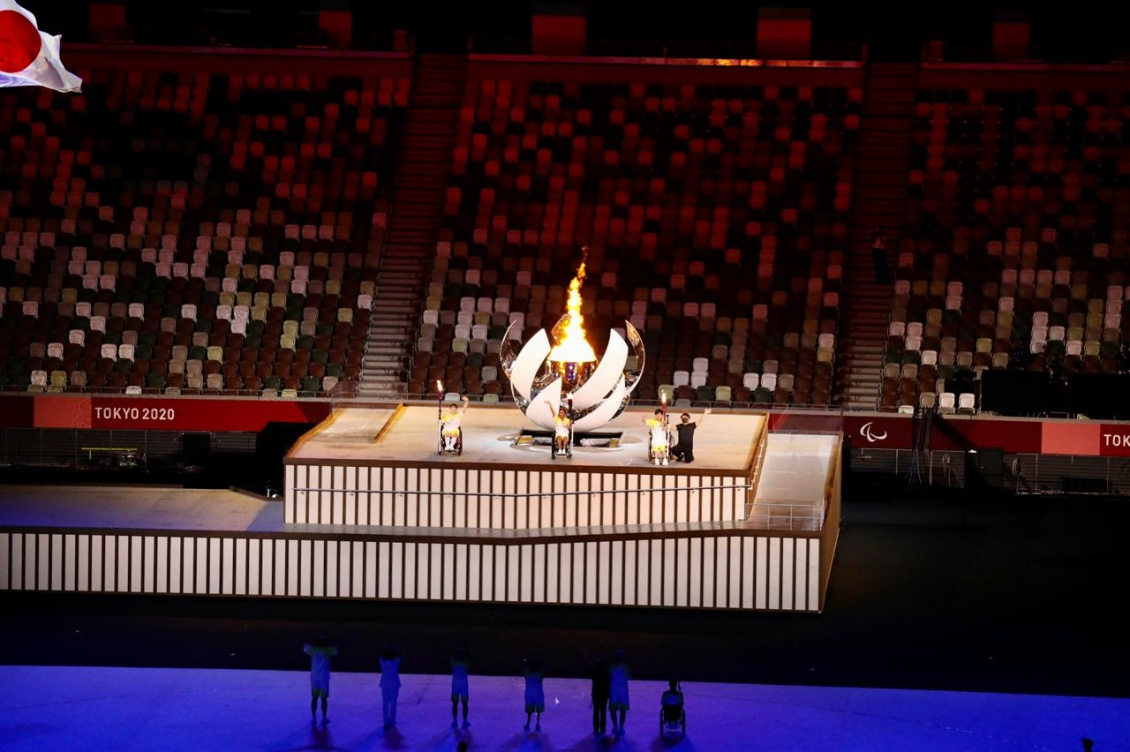
Pira sendo acessa durante a abertura dos Jogos Paralímpicos.

Dada a disseminação do novo coronavírus que atingiu níveis recordes no Japão nas últimas semanas, a chama paralímpica não foi realizada em vias públicas como medida de segurança para evitar congestionamentos.